# Syrorisa misella
Syrorisa misella là một loài nhện trong họ Desidae. Chúng được miêu tả năm 1906 bởi Eugène Simon.